# Isaac Gilinski Sragowicz
Isaac Gilinski Sragowicz (Barranquilla, 19 de febrero de 1934) es un banquero, empresario, ingeniero, diplomático y político colombiano de ascendencia lituana, cabeza de la familia Gilinski, fundador de las empresas Rimax y Yupi. Se desempeñó como Embajador de Colombia en Israel durante el gobierno de Álvaro Uribe Vélez.
Fue Embajador Alterno de Colombia ante la ONU, desde octubre de 2020, nombrado por el presidente Iván Duque.

## Biografía

### Orígenes
Isaac nació en Barranquilla, el 19 de febrero de 1934. Es hijo de inmigrantes lituanos de origen judío que huyeron de Europa por la persecución de los judíos en los años 20, y luego se residenciaron temporalmente en Palestina antes de la creación de Israel, viajando luego a Colombia, donde se asentaron en la costa caribe colombiana.
Su padre se asoció con un polaco para crear una empresa aún vigente, llamada Curtiembres Búfalo, en Barranquilla. Isaac nació una década después de la llegada de sus padres a Colombia.

### Trayectoria
Isaac se graduó de la escuela secundaria en 1950, a los 16 años, y realizó estudios de ingeniería química en Indiana Tech, Washington, Estados Unidos. A su regreso de Estados Unidos, ya como ingeniero se asoció con la química Perla Bacal Zweiban y con uno de sus hermanos, Lazar Gilinki, para fundar en Cali  la empresa de plásticos Rimax, una de las marcas más famosas de Colombia. En 1957 contrajo matrimonio con Perla Bacal.
Fue miembro de la Junta Directiva de varias empresas que conforman el conglomerado Gilinski Group, del que fue fundador y que ahora está a cabeza de su hijo mayor. Gilinski Group es dueño de Yupis, Rimax, el Grupo Publicaciones Semana (dueño de la revista Semana), la red bancaria Servibanca, y el banco GNB Sudameris.

### Carrera política
Isaac Gilinski fue nombrado embajador de Colombia en Israel por el presidente Álvaro Uribe Vélez el 28 de octubre de 2009 en una ceremonia de protocolo que tuvo lugar en el Palacio de Nariño; más tarde presentó sus cartas de crédito en una ceremonia de protocolo en Beit HaNassi al presidente de Israel, Shimon Peres, el 11 de enero de 2010. Estuvo en el cargo hasta 2013, bajo el mandato de Juan Manuel Santos. Luego Santos lo nombró embajador plenipotenciario de Colombia ante la ONU, hasta diciembre de 2015.

## Vida personal
Isaac es hijo de padres lituanos cuyos nombres son desconocidos a la fecha. Es hermano del empresario Lazar Gilinski Seagowicz, quien también se había desempeñado como embajador de Colombia en Israel en los años 80, durante el gobierno del liberal Virgilio Barco.

### Matrimonio
Está casado con Perla Bacal Zweiban desde 1957 y se residenciaron en Cali, donde tuvieron a sus tres hijos: Jaime, Rutie, Tania Gilinski Bacal.
Su hijo mayor es el presidente de la compañía Gilinski Group, Jaime Gilinski, quien ha extendido los activos familiares al punto de ser uno de los hombres más ricos de Colombia, según Forbes. Su nieto, el segundo hijo de Jaime, es el sucesor de la presidencia de Gilinski, Gabriel Gilinski, un joven y acaudalado banquero estadounidense e hijo de la empresaria panameña Raquel Kardonsky.